# Edward Raczyński
Edward Bernard Raczyński (Zakopane, 19 dicembre 1891 – Londra, 30 luglio 1993) è stato un politico, diplomatico e scrittore polacco, è stato anche il presidente del governo polacco in esilio dal 1979 al 1986.

## Biografia
Il conte Edward Bernard Raczyński, discendente di un'antica e illustre famiglia della nobiltà polacca, nacque il 19 dicembre 1891 a Zakopane, nell'estremo Sud della Piccola Polonia, all'epoca territorio dell'impero austro-ungarico. Figlio del conte Edward Aleksander Raczyński di Nalecz e della contessa Roza Potocka, Edward Bernard crebbe a Cracovia e studiò legge all'università Jagellonica, per poi proseguire gli studi a Lipsk e alla School of Economics di Londra. Tornato a Cracovia e terminati gli studi nel 1915 proseguì la carriera accademica. Alla fine della guerra, nel 1918, all'atto della ricostituzione della Polonia il giovane Raczyński entrò nell'esercito, per poi passare, l'anno successivo, al servizio nel corpo diplomatico.
Dopo una brillante e fortunata carriera, nel 1932 Raczyński divenne il rappresentante polacco alla Società delle nazioni e dal 1934 fu nominato ambasciatore a Londra. Così, il 25 agosto 1935, Raczyński siglò personalmente l'alleanza tra la Polonia e l'Inghilterra, che poi portò Il Regno Unito a dichiarare guerra alla Germania nazista dopo l'invasione della Polonia nel 1939.
Nel corso della guerra Raczyński continuò a servire come ambasciatore di Polonia e contribuì alla costituzione del governo polacco in esilio. Tra il 22 luglio 1941 e il 14 luglio 1943 Raczyński ricoprì anche l'incarico di ministro degli affari esteri del gabinetto retto da Wladyslaw Sikorski.
In qualità di responsabile degli esteri, Raczyński fu uno dei primi a fornire ai governi alleati e neutrali precise informazioni sull'Olocausto, all'epoca ancora ai suoi primi micidiali passi. Basandosi infatti sulle informazioni della resistenza polacca che giungevano a Londra, Raczyński stilò un vero e proprio rapporto in tempo reale sullo sterminio. Il documento, datato 10 dicembre 1942, si esprimeva senza mezzi termini già nel titolo: Lo sterminio di massa degli ebrei nella Polonia occupata dai tedeschi e stimava su oltre un milione le vittime in quel momento già colpite dalla barbarie nazista.
Il Rapporto Raczyński venne distribuito a tutte le rappresentanze diplomatiche alleate e neutrali (Vaticano compreso) e provocò la Dichiarazione congiunta interalleata del 17 dicembre 1942, nella quale l'Inghilterra, gli Stati Uniti e la Russia sovietica condannavano senza mezzi termini la “bestiale politica di sterminio a sangue freddo” degli ebrei da parte dei nazisti. 
Dopo il 1945, costituitasi ormai la repubblica popolare di Polonia, sia il governo inglese che il governo statunitense cessarono di sostenere il governo polacco in esilio. Raczyński, così come altri membri del governo in esilio, continuò a rimanere in Inghilterra e divenne uno dei principali esponenti della diaspora polacca, che in opposizione al governo controllato dai comunisti in madrepatria continuò a mantenere in vita l'antico governo provvisorio sino alla caduta del Muro di Berlino.
Nel marzo 1979 e sino al 1986 Raczyński fu nominato Presidente di questo governo in esilio, esercitando le sue funzioni proprio nell'epoca dell'ascesa del movimento Solidarność di Lech Wałęsa. Raczyński morirà nella sua casa di Londra il 30 luglio 1993.